# Landwehrsgraben
Der Landwehrsgraben ist ein knapp eineinhalb Kilometer langer, linker und südöstlicher Zufluss des Mains in der Gemarkung der Wertheimer Ortschaft Mondfeld  im baden-württembergischen Main-Tauber-Kreis.

## Verlauf
Der Landwehrsgraben entspringt am nördlichen Rand der  Wertheimer Hochfläche im Schenkenwald am Südwesthang des Unteren Berges auf einer Höhe von 348 m ü. NHN dem nur intermittierend wasserführenden Hahnenbrunnen.
Der Bach fließt zunächst in westnordwestlicher Richtung durch Mischwald den steilen Hang hinunter. Bei der Flur Herbstwiesen läuft er in fast westlicher Richtung. Der Bach zieht nun durch die Flur Mitschbach am Südrand des Waldes entlang und wird bei der Flur Roter Rain von einem Bächlein gespeist. Der Landwehrsgraben wechselt dann seine Laufrichtung nach Nordwesten und fließt danach begleitet von einer Baumgalerie durch eine landwirtschaftlich genutzte Zone.
Er unterquert östlich der Rosenmühle noch die L 2310, hier auch Maintalstraße genannt und mündet schließlich kurz danach in der Flur Schloßwiesen etwas oberhalb von  Main-Kilometer 143 auf einer Höhe von 130 m ü. NHN von links in den hier von Nordosten kommenden Main. Knapp 500 m flussabwärts mündet der Wildbach in den Main.